# Rev II d'Ibèria
Rev II d'Ibèria (en georgià: რევ II) fou co-rei d'Ibèria de la dinastia cosròida, associat al seu pare Mirian III d'Ibèria, del 345 al 361.
Segons la Crònica georgiana, era el fill gran de Mirian III i va rebre el títol de rei, encara viu el seu pare, que tradicionalment se suposa que va morir el 361. Va regnar com a rei delegat sobre Kakhètia amb capital a Ujarma. Va morir uns mesos abans que el seu pare i es diu que va passar després de 25 anys de l'adopció oficial al regne de la religió cristiana.
Es va casar amb una princesa armènia de nom Salomé, filla de Tiridates III (o IV) d'Armènia, amb la que va tenir un fill, Sauromaces o Saurmag II, candidat del partit pro-romà al tron però ignorat per la Crònica georgiana.